# 北山安夫
北山 安夫（きたやま やすお、1949年 - ）は、日本の造園家・作庭家。造園業の北山造園 （京都市北区等持院中町）代表。

## 来歴
実家は、京都で有名な材料屋(庭園資材舗:しざいほ)である。実母は、愛媛県松山市の出身。京都にはほかに嵐山にも(株)北山造園があるため、等持院の北山造園と説明する場合もある。
私立平安高等学校を卒業後、1971年3月、京都産業大学経済学部を卒業した。卒業後、京都小宮山庭園創作所に入る。小宮山博康に師事。小宮山博康に評価される程、石組には秀でていた。京都小宮山庭園創作所で修行後、26歳で独立して、北山造園を設立した。
十数年前には、森蘊の友人の孫が、弟子入りしていた時期もある。この頃は、個性的な弟子が多かった。当時の古い弟子は、独立して出身地に帰っている。この頃に、松山へ行き、母の兄の家で作庭をしている。北山の元には、今も全国から弟子入りしている。
NHK「プロフェッショナル 仕事の流儀」に出演（第41回　2007年2月15日放送）。

## 代表作
- 京都 鷲峰山 高台寺 史跡 名勝庭園 修復 方丈波心庭 書院中庭を作庭
- 高台寺 塔頭 圓徳院(園徳院) 名勝庭園 修復
- 大徳寺山内 龍光院 書院庭園 修復。
- 建仁寺 京都、京都最古の禅寺。臨済宗 大本山 建仁寺 方丈の庭「潮音庭」監修。
- 久保田一竹美術館  山梨県 河口湖 (1500坪)。庭園 作庭。ITCHIKU KUBOTA ART MUSEUM：久保田一竹美術館 （日本語）
- 円通寺 佐賀県 伊万里市 (2000坪)。円通寺 庭園 作庭。
- 愛知万博(｢愛･地球博 )長久手会場の日本庭園 「石組」 担当。
- 京都平安遷都1200年記念事業の梅小路公園 ｢十彩回廊粋｣ 作庭
- 龍雲寺 静岡県 浜松市 境内9000坪監修　方丈前「無量寿庭」　方丈裏「清浄庭」※１５ｍの滝　造園。

## 参考書籍
- 斎藤勝雄、和田貞次『日本庭園の秘法 〈渋さ〉の解明]』日貿出版社、1970年 ASIN B000J92ZSC
- 斎藤勝雄『図解作庭記』技報堂、1966年 ASIN B000JAAKRY